# Adam Hall (ski alpin)
Adam Hall est un skieur handisport néo-zélandais, née le 9 octobre 1987 à Dunedin. Atteint par un spina bifida, il concourt dans la catégorie debout LW1.

## Biographie
Adam J. Hall est né en Nouvelle-Zélande, fils d'un producteur laitier et d'une mère infirmière en obstétrique. Il est diagnostiqué avec le spina bifida. Il a commencé à skier à l'âge de six ans à Cardrona. Il s'est converti quelque temps au snowboard mais a fait marche arrière parce que le snowboard n'était pas au programme des Jeux paralympiques d'hiver.
Il a concouru pour la Nouvelle-Zélande aux Jeux paralympiques d'hiver de 2006 en ski debout, où il s'est classé 41e dans la descente masculine, 43e dans le slalom géant masculin et 50e dans le Super-G masculin, debout.
Aux Jeux paralympiques d'hiver de 2010, il est porte-drapeau de la délégation et il remporte une médaille d'or dans l'épreuve de slalom masculin, debout. Il s'est classé 8e au super combiné masculin et 7e au Super-G masculin.
En 2011, Hall a été nommé membre de l'Ordre du mérite néo-zélandais pour services rendus au sport.
Il est le porte-drapeau de la Nouvelle-Zélande à la cérémonie d'ouverture des Jeux paralympiques d'hiver de 2014 à Sotchi.
Hall a remporté une médaille de bronze aux Jeux paralympiques d'hiver de 2018 à Pyeongchang, en Corée du Sud.

## Palmarès

### Jeux paralympiques
| Épreuve / Édition | Turin 2006 | Vancouver 2010 | Sotchi 2014 | Pyeongchang 2018 |
| ----------------- | ---------- | -------------- | ----------- | ---------------- |
| Descente          | 41         |                |             | 5                |
| Super-G           | 50         | 7              | DNF         | 10               |
| Slalom géant      | 43         |                |             |                  |
| Slalom            | DNF        | Or             | 7           |                  |
| Super combiné     |            | 8              | 4           | Bronze           |